# Страшен филм
„Страшен филм“ (на английски: Scary Movie) (2000), е американски филм, режисиран от Кийнън Айвъри Уейънс и е пародия на филмите на ужасите и мистериите. За основа на сценария са използвани няколко филма от средата и края на 90-те години на 20 век, сред които Шесто чувство, Знам какво направи миналото лято, Обичайните заподозрени, Матрицата, Проклятието Блеър и трилогията Писък.

## Участват
- Анна Фарис – Синди Кембъл
- Шон Уейнс – Рей Уилкинс
- Марлон Уейнс – Шорти Мийкс
- Джон Ейбрахамс – Боби Принз
- Шанън Елизабет – Бъфи Гилмор
- Чери Отери – Гейл Хейлсторм
- Локлин Мънро – Грег Филипе
- Реджина Хол – Бренда Мийкс
- Дейв Шеридън – Цивилен шериф Дуфи Гилмор
- Кармен Електра – Дрю Декър
- Кърт Фълър – Шерифът

## Любопитно
- Когато Синди поглежда през прозореца на училището, вижда убиеца. При внимателно вглеждане се вижда, че е използвана същата маска като в Писък, не пародийната маска за този филм.

## В България
На 6 декември 2003 г. филмът е излъчен по Диема+ с първи български дублаж. Екипът се състои от:
| Озвучаващи артисти | Силвия Русинова Таня Димитрова Петър Чернев Георги Георгиев-Гого Васил Бинев |
| Преводач           | Златина Тенева                                                               |
| Тонрежисьор        | Димитър Кръстев                                                              |

На 6 декември 2024 г. филмът е излъчен по bTV Cinema с втори български дублаж, записан в студио Медия Линк. Екипът се състои от:
| Озвучаващи артисти  | Татяна Етимова Милица Цветкова Живко Джуранов Иван Танев Владимир Колев |
| Преводач            | Николай Терзиев                                                         |
| Тонрежисьор         | Емил Енев                                                               |
| Режисьор на дублажа | Илияна Накова                                                           |

## Филми от поредицата за „Страшен филм“
Поредицата „Страшен филм“ включва 5 филма:
- Страшен филм (2000)
- Страшен филм 2 (2001)
- Страшен филм 3 (2003)
- Страшен филм 4 (2006)
- Страшен филм 5 (2013)